# Konkatedrala sv. Petra u Splitu
Župnu i konkatedralnu crkvu svetog Petra, apostola počeo je graditi splitsko-makarski nadbiskup Frane Franić u prosincu 1979. godine, a blagoslov temeljnog kamena, koji je donesen iz starohrvatske crkve svetog Petra u Solinu, obavljen je 1980. godine. 
Blagoslov pastoralnog centra proslavljen je 1983. Crkva je odlukom Svete Stolice 11. svibnja 1987. uzdignuta na dostojanstvo i čast konkatedrale. Iste godine je i posvećena 27. srpnja.
Na području župe ima oko 20 000 stanovnika. Crkva je izvana duga 32,40 m i široka 28,70 m. Tadašnja komunistička vlast je smanjila njezinu veličinu i nije dozvolila gradnju zvonika od 70 m. 
U stambenom dijelu zgrade nalazi se kapela Ranjene Gospe. U njoj je bio stari Gospin kip koji je oštećen prilikom bombardiranja stare crkve svetog Petra 1944. Stoga kapela i nosi ime Ranjene Gospe, a blagdan se slavi 23. siječnja.
U kripti konkatedrale pokopani su nadbiskupi dr. Frane Franić i Ante Jurić.